# باول بلير (لاعب كرة قاعدة)
باول بلير (بالإنجليزية: Paul Blair)‏ هو لاعب كرة قاعدة أمريكي، ولد في 1 فبراير 1944 في كوشينغ في الولايات المتحدة، وتوفي في 26 ديسمبر 2013 في بيكسفيل في الولايات المتحدة بسبب نوبة قلبية.

## وصلات خارجية
- باول بلير على موقع دوري كرة القاعدة الرئيسي (الإنجليزية)
- باول بلير على موقعبيزبول رفرنس.كوم (الدوري الرئيسي) (الإنجليزية)
- باول بلير على موقعبيزبول رفرنس.كوم (الدوري الثانوي) (الإنجليزية)
- باول بلير على موقع IMDb (الإنجليزية)